# Kunštát u Orlického Záhoří

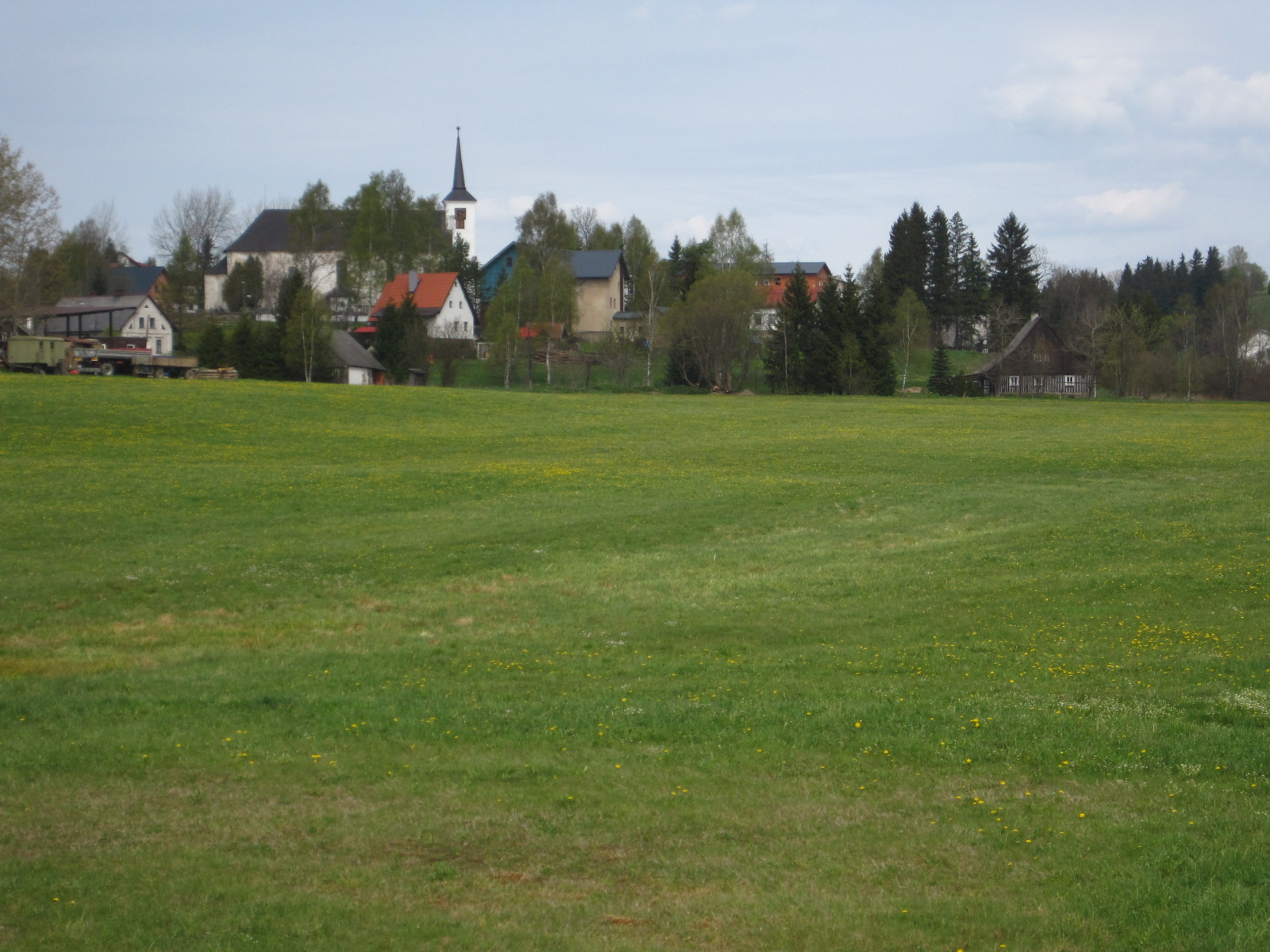
Ortsansicht

Kunštát (deutsch: Kronstadt) ist eine Grundsiedlungseinheit der Gemeinde Orlické Záhoří im Okres Rychnov nad Kněžnou in Tschechien. Es liegt am rechten Ufer der oberen Wilden Adler, die hier die Staatsgrenze zu Polen bildet. Durch den Ort verläuft die Staatsstraße 311, die bei Bartošovice v Orlických horách beginnt und entlang des Ufers der Wilden Adler in nordwestlicher Richtung nach Deštné v Orlických horách führt.

## Geographie
Kunštát liegt zwischen dem Hauptkamm des Adlergebirges und dem Habelschwerdter Gebirge in einem weiten Talkessel am rechten Ufer der Wilden Adler (Erlitztal). Nachbarorte sind Černá Voda im Südosten, Jadrná im Westen und Zelenka sowie Bedřichovka im Nordwesten. Jenseits der Grenze liegen die Ortschaften Lasówka und Piaskowice im Nordwesten sowie Mostowice im Südosten. Über den Grenzübergang Mostowice wird die Wojewodschaftsstraße 389 erreicht, die zwischen Lewin Kłodzki und Duszniki-Zdrój an der E 67 beginnt und in Międzylesie endet.

## Geschichte
Kronstadt wurde ab 1572 als erste Siedlung des oberen Erlitztals (Wilde Adler) angelegt und 1586 erstmals erwähnt. Es gehörte zum Königgrätzer Kreis und war nach Himmlisch Rybnai gepfarrt. Die Besiedlung erfolgte mit deutschen Waldarbeitern. 1612 wurde eine Holzkirche errichtet. Um 1700 wurde Kronstadt Pfarrort für die umliegenden Ortschaften und die in der Grafschaft Glatz liegenden Dörfer Langenbrück, Friedrichsgrund, Kaiserswalde und Königswalde. Anfang des 18. Jahrhunderts legte Ignaz Preissler auf dem Gut des Grafen Franz Josef Kolowrat von Liebstein eine Werkstatt für Glas- und Porzellanmalerei an.
Seit 1750 gehörte der Marktort Kronstadt zur Bezirkshauptmannschaft Senftenberg. 1754–1763 wurde die Kirche „Johannes der Täufer“ aus Stein errichtet. Nachdem die Grafschaft Glatz 1763 an Preußen gefallen war, wurden die Ortschaften Langenbrück, Friedrichsgrund, Kaiserswalde und Königswalde 1780 von der Pfarrkirche in Kronstadt getrennt und der neu errichteten Pfarrkirche Langenbrück zugewiesen.
Im Jahre 1779 besuchte Kaiser Joseph II. Kronstadt, dem ein Denkmal errichtet wurde. Von wirtschaftlicher Bedeutung war eine Spanschachtelfabrik sowie ab Anfang des 20. Jahrhunderts die Entwicklung zu einem Sommerfrische- und Wintersportort. Für das Jahr 1913 sind 876 Einwohner nachgewiesen, von denen 871 Deutsche waren. Vor 1918 verfügte Kronstadt über eine vierklassige Volksschule, die auch die Kinder aus Kerndorf besuchten. Nach der Gründung der Tschechoslowakei wurde die Schule dreiklassig weiter geführt und vermutlich eine Schulklasse für die tschechische Minderheit gebildet. 1939 lebten in Kronstadt 695 Einwohner in 155 Häusern.
Infolge des Münchner Abkommens wurde Kronstadt 1938 dem Deutschen Reich angeschlossen und gehörte bis 1945 zum Landkreis Grulich. Nach dem Zweiten Weltkrieg wurden die deutschen Bewohner vertrieben. Kunštát sowie die umliegenden Dörfer blieben weitgehend entsiedelt, wodurch zahlreiche Häuser und Gehöfte dem Verfall preisgegeben wurden. 1960 wurde Kunštát zum Zentrum der neu gebildeten Gemeinde Orlické Záhoří.

## Sehenswürdigkeiten
- Kirche „Johannes der Täufer“
- Denkmal für Kaiser Joseph II., erneuert 1996
- Kronstädter Wallfahrtskapelle „Maria Heimsuchung“ am Adlergebirskamm

## Söhne und Töchter des Ortes
- Ignaz Preissler (1676–1741), Glas- und Porzellanmaler